# 1940年代香港
香港在1940年代上半段受到日軍入侵，經歷香港保衛戰及3年8個月的香港日佔時期，民不聊生。下半段則因為第二次國共內戰，促使大批難民湧入香港，人口數量因此急升。

## 交通
日佔時期，日本軍政府封鎖維多利亞港。啟德機場在日軍時進攻遭轟炸，不過日本佔領後，日軍炸毀宋王臺聖山、西北面的九龍寨城石牆和鄰近鄉村擴建啟德機場。
日本軍隊為實行皇民教育，禁止使用英文及強迫使用日文外，部份港九主要街道及地區名稱亦被更改成為日本名，例如，皇后大道曾被改名為「明治通」，彌敦道曾被改名為「香取通」等。
佔領時期香港電車提供有限度服務，重光後戰爭期間受破壞的電車系統修復到1946年8月才大致回復服務，電車公司其後決定為全線電車進行翻新工程。

## 房屋及土地發展
外戰內亂使大量難民湧至香港，寮屋成為了容納這些突如其來人口的建築物，曾一度佔全港人口25%。原本用作發展的土地變成寮屋區，有些更向山邊擴展。

## 社會文化
第一屆香港小姐競選於1946年6月23日在北角麗池夜總會舉行，由香港中華業餘泳團與英國空軍俱樂部合辦，李蘭奪得首屆香港小姐冠軍，這次香港小姐競選揭開香港大型選美活動的序幕，其後的1947及1948年都有舉辦香港小姐選美活動。